# Jagrehnia silacea
Jagrehnia silacea är en kackerlacksart som först beskrevs av Rehn, J. A. G. 1937.  Jagrehnia silacea ingår i släktet Jagrehnia och familjen jättekackerlackor. Inga underarter finns listade i Catalogue of Life.